# قائمة أطول الهياكل في تركمانستان
هذه قائمة من أطول المباني في تركمانستان . تحتوي هذه القائمة على جميع الأبراج والمباني والمنشآت الأخرى في تركمانستان بناءً على الارتفاع القياسي.

## أطول الهياكل
هذه القائمة تصنف الهياكل في تركمانستان التي لا تقل عن 90 م (295 قدم). يتم تضمين المباني المكتملة والهيكلة فقط.
| اسم                                                       | صورة | موقعك    | ارتفاع القمة      | بنيت عام | النوع الهيكلي | إحداثيات | ملاحظات |
| --------------------------------------------------------- | ---- | -------- | ----------------- | -------- | ------------- | -------- | ------- |
| برج تركمانستان                                            |      | عشق أباد | 211 متر (692 قدم) | 2011     | برج           |          |         |
| نصب تذكاري للدستور                                        |      | عشق أباد | 185 متر (607 قدم) | 2011     | نصب           |          |         |
| نصب الاستقلال                                             |      | عشق أباد | 118 متر (387 قدم) | 2001     | نصب           |          |         |
| فندق يلديز                                                |      | عشق أباد | 107 متر (351 قدم) | 2013     | الفندق        |          |         |
| وزارة النفط والثروة المعدنية في تركمانستان                |      | عشق أباد | 103 متر (338 قدم) | 2003     | الوزارة       |          |         |
| وزارة التجارة والعلاقات الاقتصادية الخارجية في تركمانستان |      | عشق أباد | 103 متر (338 قدم) | 2008     | الوزارة       |          |         |
| نصب الحياد                                                |      | عشق أباد | 95 متر (312 قدم)  | 1998     | قوس           |          |         |